# Аккеші (Хоккайдо)

43°3′7″ пн. ш. 144°50′51″ сх. д. / 43.05194° пн. ш. 144.84750° сх. д.
Аккеші (яп. 厚岸町, あっけしちょう, МФА: [ak̚.keɕi t͡ɕoː]) — містечко в Японії, в повіті Аккеші округу Кусіро префектури Хоккайдо. Станом на 1 жовтня 2008 року площа містечка становила 739,07 км². Станом на 31 березня 2017 населення містечка становило 9741 осіб.

## Географія
- Малий острів Аккеші